# Ford Model Y
Ford Model Y är en personbil, tillverkad av biltillverkaren Fords europeiska dotterbolag mellan 1932 och 1937. I Tyskland kallades bilen Ford Köln och på den skandinaviska marknaden Ford Junior.

## Ford Model Y
Model Y togs fram vid Fords huvudkontor i Dearborn, Michigan för att ersätta A-Forden i Europa. Den lilla bilen förutsattes vara bättre anpassad för europeiska förhållanden än den V8-modell som ersatte A-Forden i USA. Konstruktionen var typisk för Ford, med stela hjulaxlar upphängda i tvärliggande bladfjädrar, mekaniska bromsar och sidventilsmotor. Bilen tillverkades vid Fords huvudanläggningar i Storbritannien, Tyskland och Frankrike, men även vid mindre sammansättningsfabriker runt om i Europa.
Den fyrcylindriga motorn på knappt en liter motsvarade 8 brittiska skattehästkrafter för fordonsskatten och bilen kallades även Ford 8 hp eller Eight i Storbritannien. Bilen blev en försäljningssuccé och i konkurrensen med Austin 7 sänktes priset för den enklaste tvådörrarsmodellen i mitten av 1930-talet ned till 100 pund.
I Tyskland gick försäljningen sämre och modellen ersattes 1935 av den större Ford Eifel.